# Arrestation de Jésus

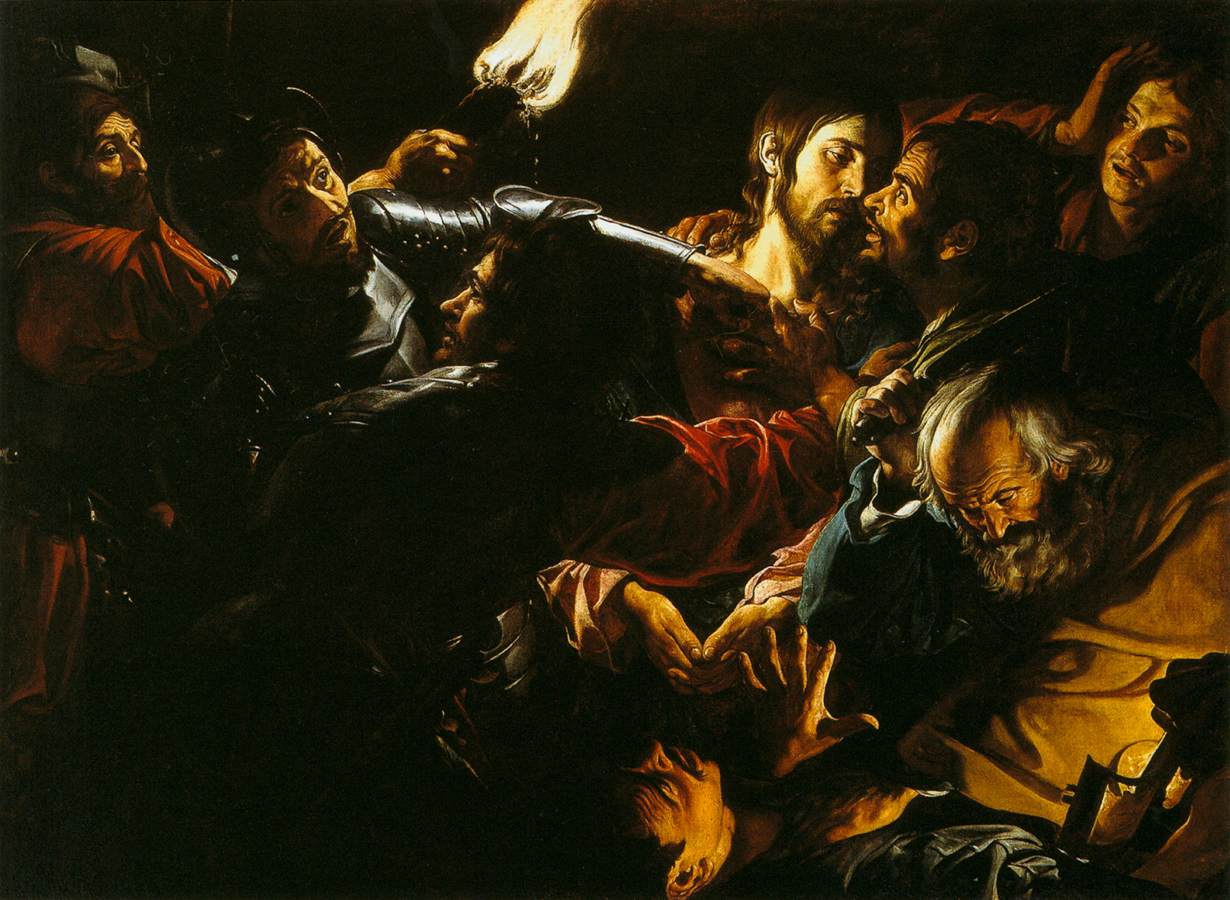
L'Arrestation du Christ par Gérard Douffet, v. 1620

L'arrestation de Jésus est l'un des épisodes majeurs du Nouveau Testament, relaté dans les quatre Évangiles canoniques. Peu après la Cène et l'Agonie dans le jardin des oliviers, Jésus de Nazareth prie alors que les apôtres tombent de sommeil et s'endorment dans cette oliveraie de Gethsémani. C'est là que des gardes du Sanhédrin font irruption, armés de bâtons et d'épées, et se saisissent de lui après l'avoir identifié grâce au baiser de Judas. Jésus est aussitôt déféré devant le Sanhédrin en vue de son procès, avant de comparaître devant Ponce Pilate, le préfet de Judée. Sa crucifixion a lieu quelques heures plus tard, suivie de sa mise au tombeau et de sa résurrection au troisième jour. Dans la théologie chrétienne, l'ensemble de ces événements porte le nom de « Passion du Christ ».

## Narration des événements

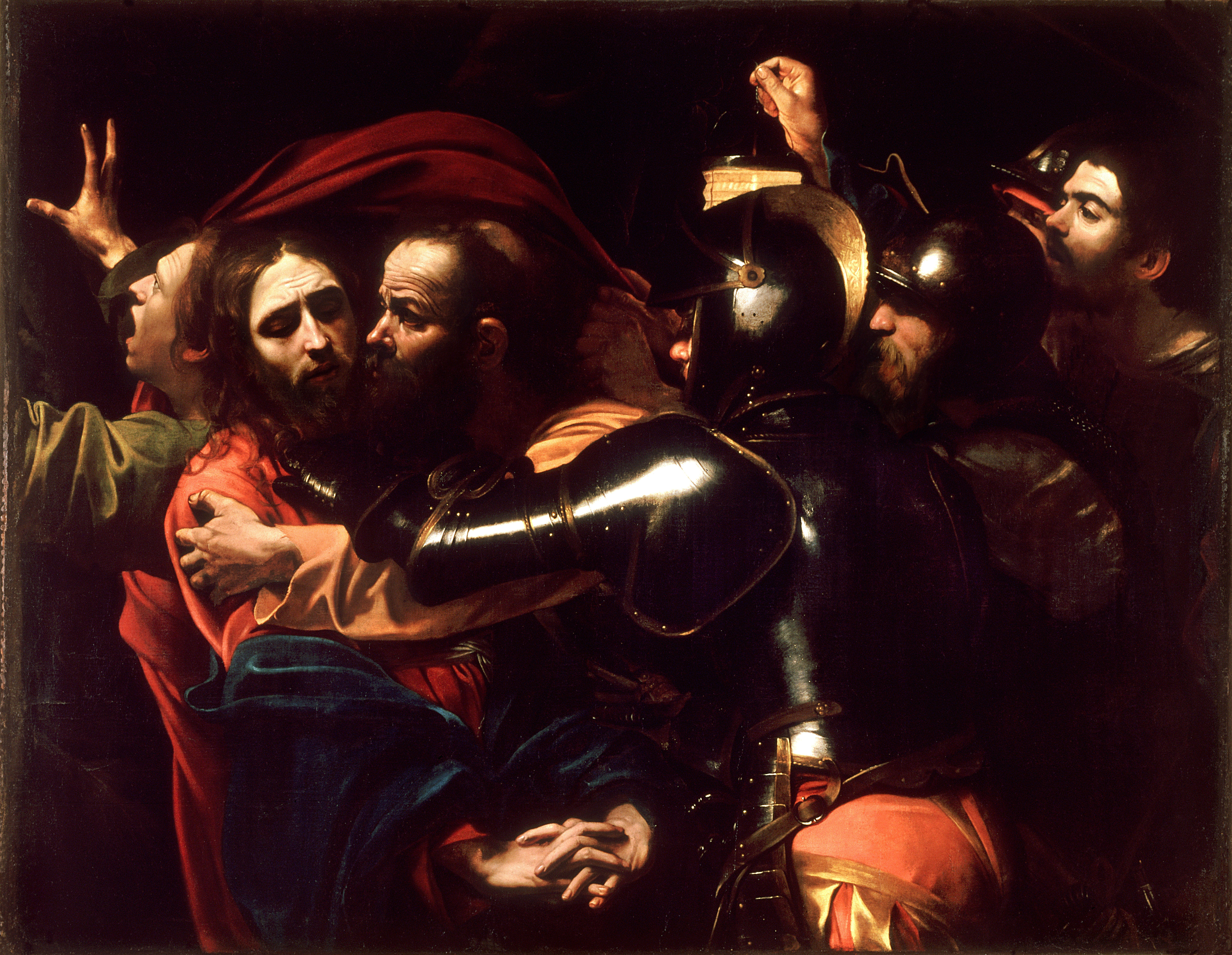
L'Arrestation du Christ (Le Caravage), 1602.

Chacun des Évangiles canoniques accorde une place considérable à l'enchaînement de ces épisodes et en donne une narration détaillée, presque heure par heure. La plupart des exégètes contemporains estiment que ces récits de la Passion ont formé la trame initiale des évangiles, à partir de laquelle les rédacteurs ont ajouté les événements antérieurs de la vie de Jésus : selon la formule de Martin Kähler, les évangiles canoniques sont « des récits de la Passion précédés d'une longue introduction ».
Les quatre récits de l'arrestation de Jésus présentent des variantes entre eux, voire des divergences, y compris entre les synoptiques. Par exemple, les évangiles synoptiques mentionnent l'intervention des « serviteurs des grands prêtres et des Pharisiens », c'est-à-dire de la milice du Sanhédrin tandis que l'Évangile de Jean évoque une speira, une cohorte romaine. Si le corpus johannique est considéré par les historiens comme une tradition secondaire par rapport à celle des synoptiques, le degré d'historicité des deux récits fait l'objet d'appréciations très diverses.
Lors de l'incident de l'oreille tranchée, le nom de la victime, Malchus, n'est pas indiqué par l'Évangile selon Marc, qui est le plus ancien, non plus que celui de l'agresseur, Simon-Pierre. En sens inverse, le texte marcien comporte une péricope inconnue des autres évangélistes : celle du jeune homme nu.
L'arrestation de Jésus est un thème récurrent dans l'art chrétien, en particulier chez les peintres.

## Quatre textes
Dans les synoptiques, l'arrestation de Jésus est relatée en Mc 14,43-52, Mt 26,47-57 et Lc 22,47-54. Dans l'Évangile selon Jean, l'épisode est rapporté au chapitre 18.

## Galerie

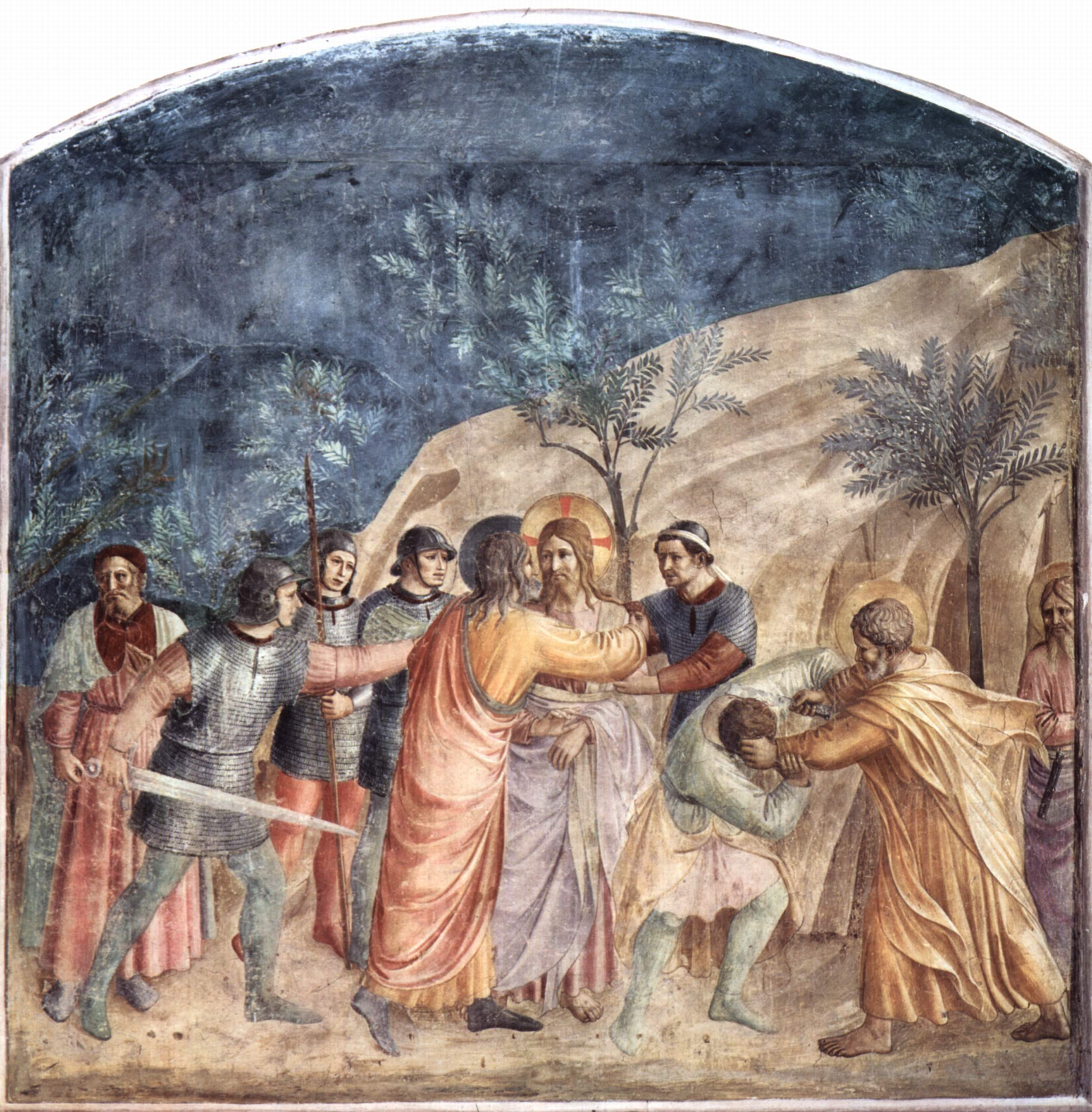
Fra Angelico, v. 1440, avec Judas Iscariote et Pierre coupant l'oreille de Malchus (serviteur de Caïphe)
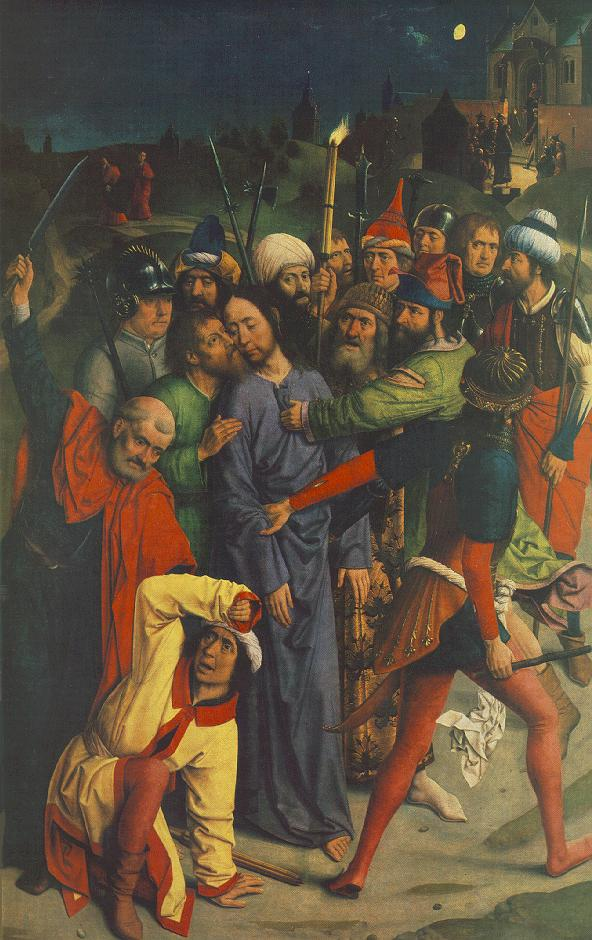
Dirk Bouts, v. 1450-1460, avec Judas et Malchus
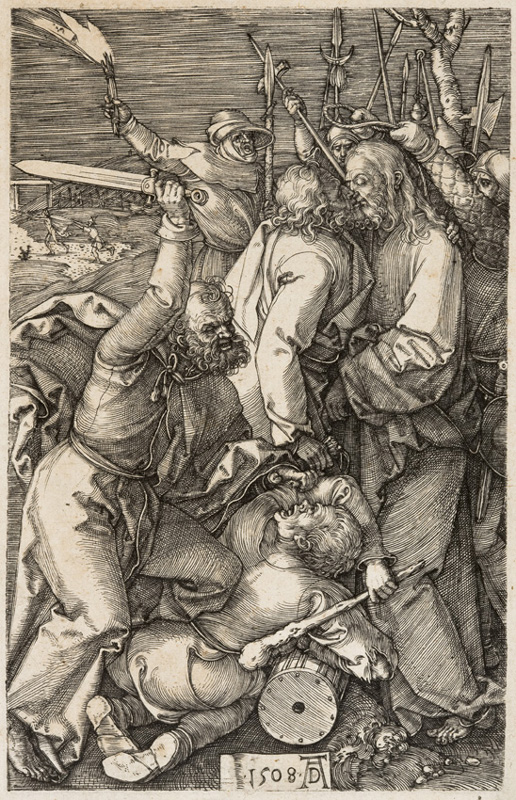
Albrecht Dürer, 1508
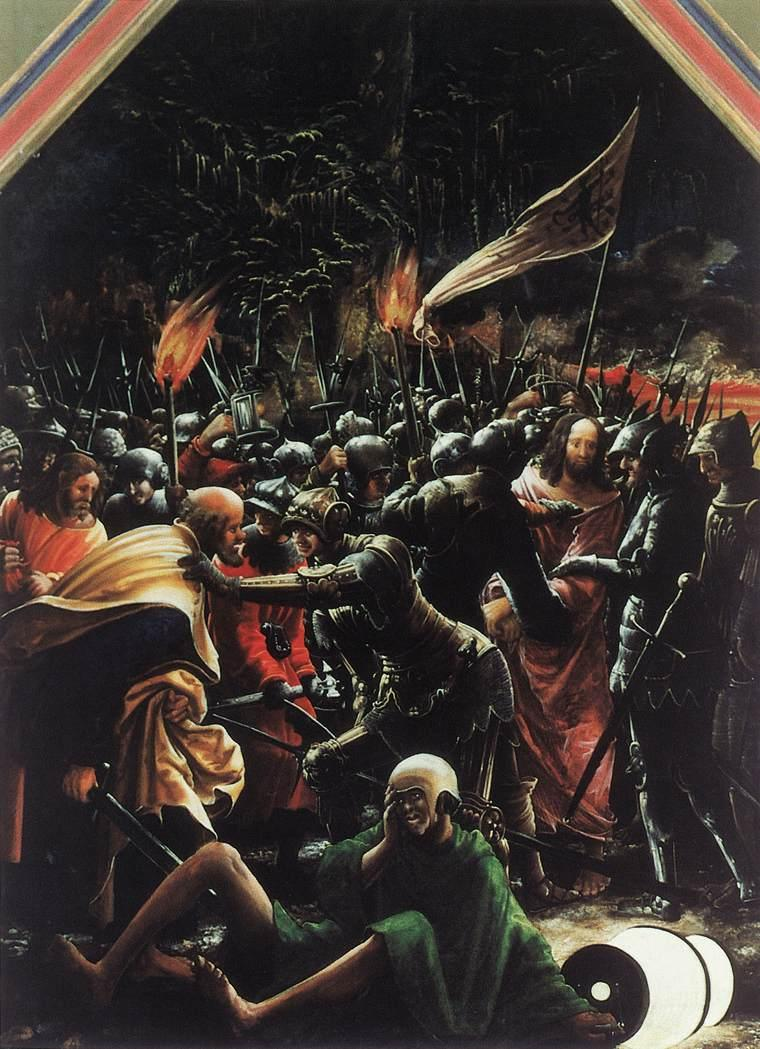
Albrecht Altdorfer, v. 1509-1516
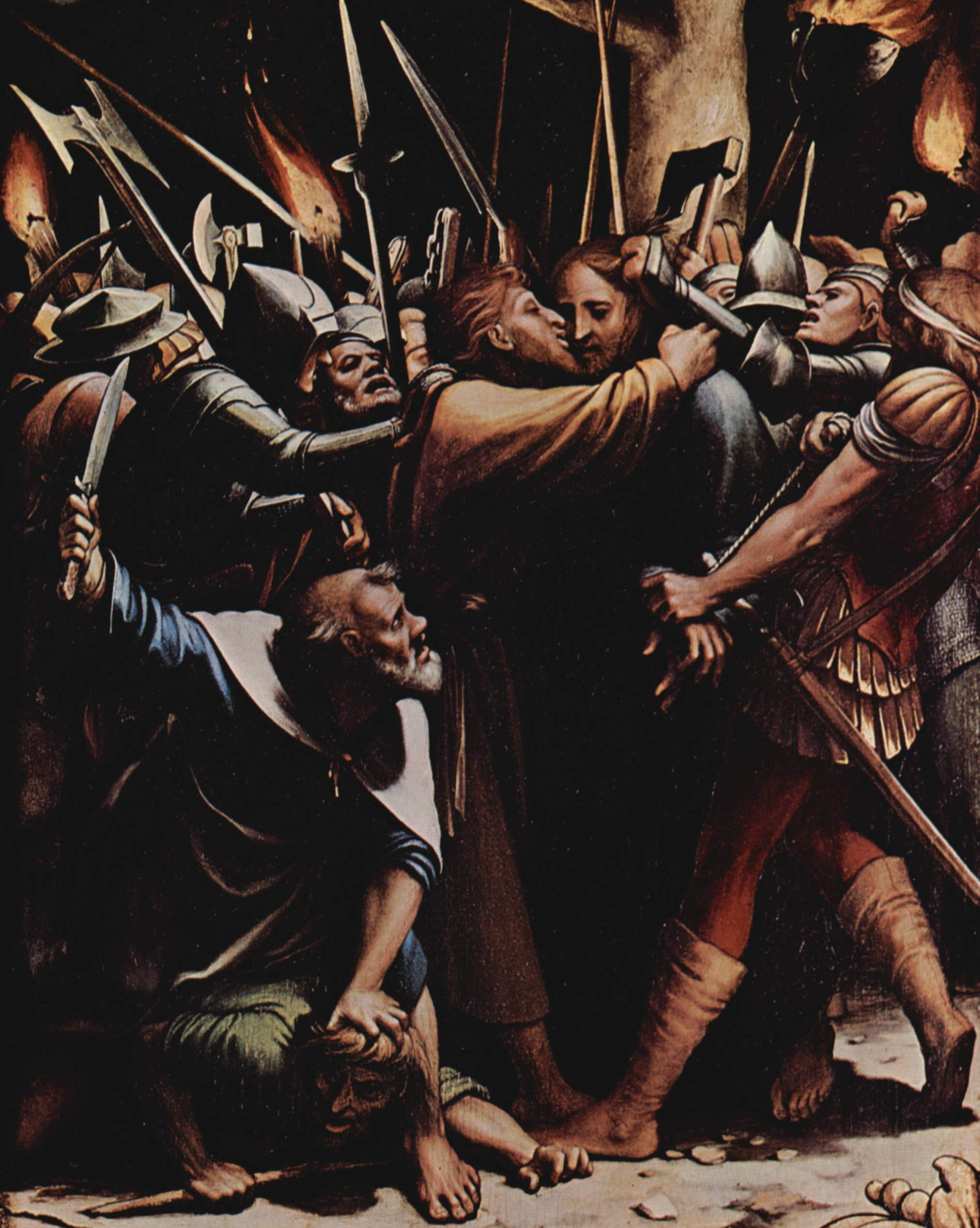
Hans Holbein le Jeune, v. 1523
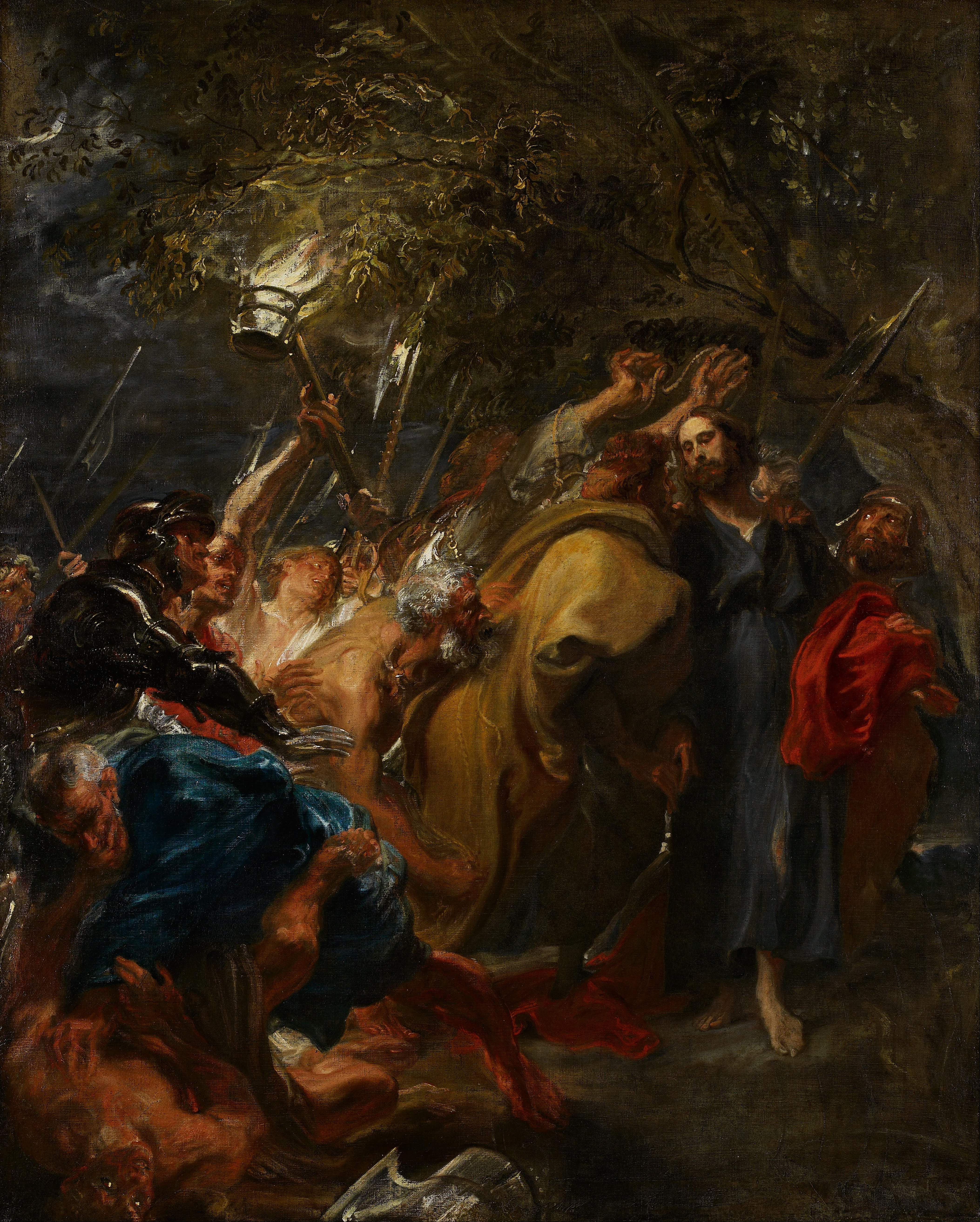
Antoine van Dyck, v. 1608-1630
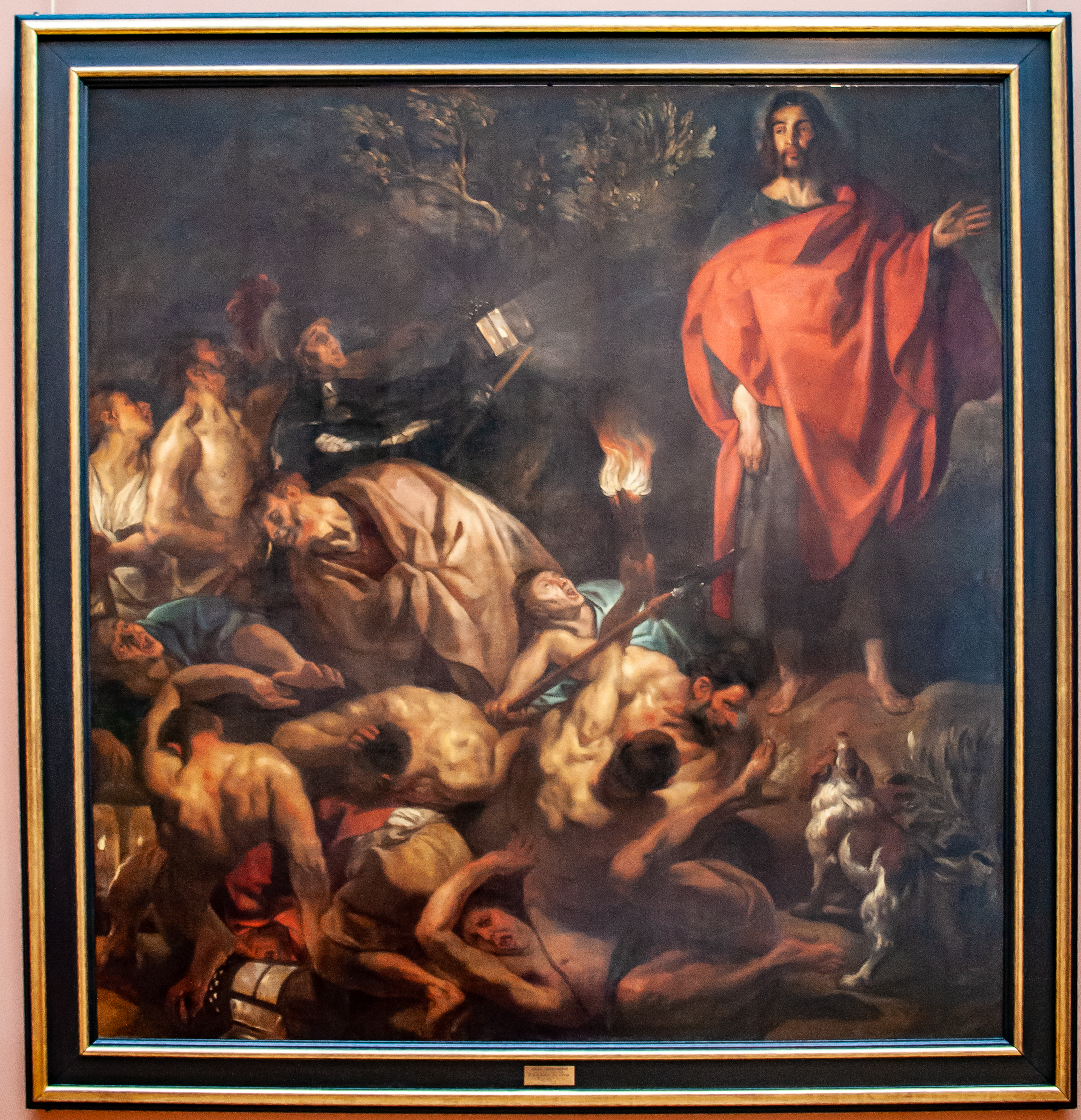
Jacob Jordaens, L'Arrestation du Christ, années 1650.
Jacob Jordaens, La Trahison du Christ, fin des années 1650.